# Feira do Largo da Ordem

A Feira de Arte e Artesanato Garibaldi, conhecida como Feira do Largo da Ordem, é um evento comercial, cultural e gastronômico aberto que ocorre todos os domingos, no Largo da Ordem, centro histórico de de Curitiba, capital do estado brasileiro do Paraná.

## Histórico
As primeiras edições ocorreram no final da década de 1960 e início da década de 1970, sem organização oficial, por membros da comunidade hippie, que expunham e vendiam artesanato. Por este motivo o evento também é denominado "Feira Hippie", ou mesmo "Feirinha do Largo". 
Com o tempo, o número de expositores e artesãos aumentou, assim como a frequência de moradores locais e turistas, o que tornou a feira uma das atrações de Curitiba, levando a administração municipal a organizar o evento, a partir 13 de junho de 1971.

## Atrações
Há diversos atrativos, como artesanato, vestuário, comidas típicas, brinquedos, antiguidades, discos usados, apresentações culturais.

## Galeria de fotos

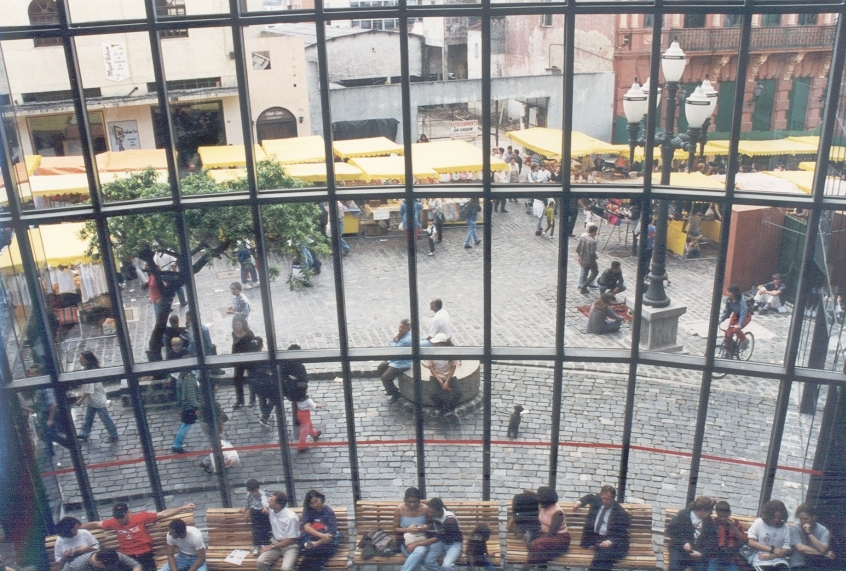
Feira vista a partir do Memorial de Curitiba.
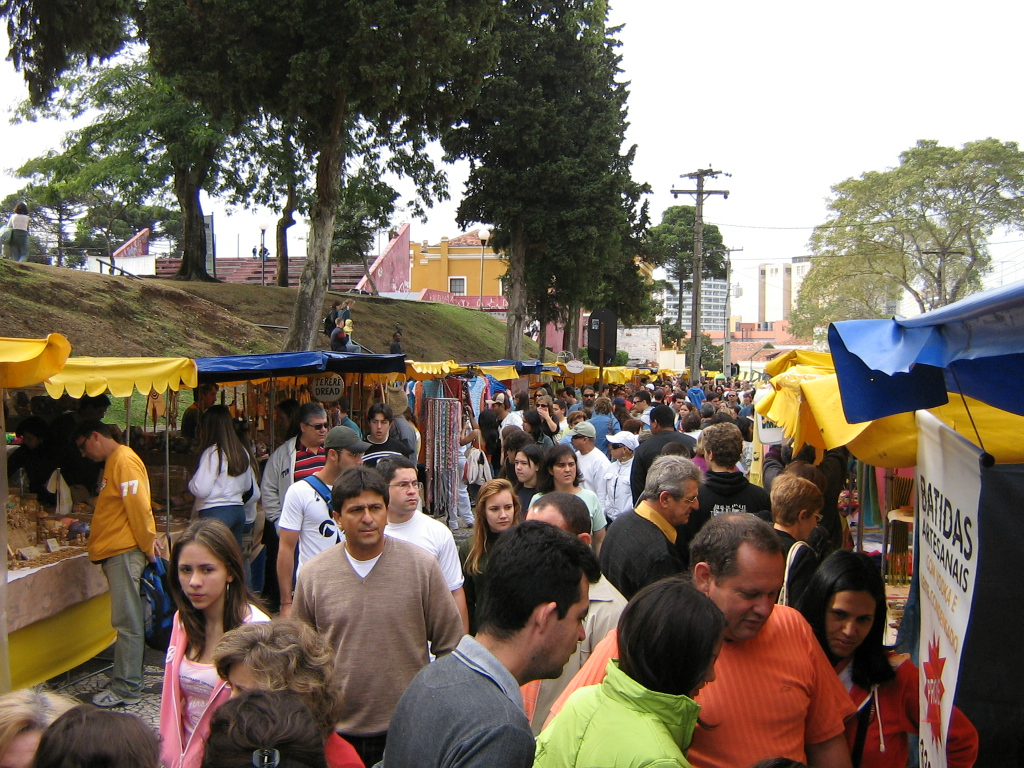
Vista de uma rua da feira.
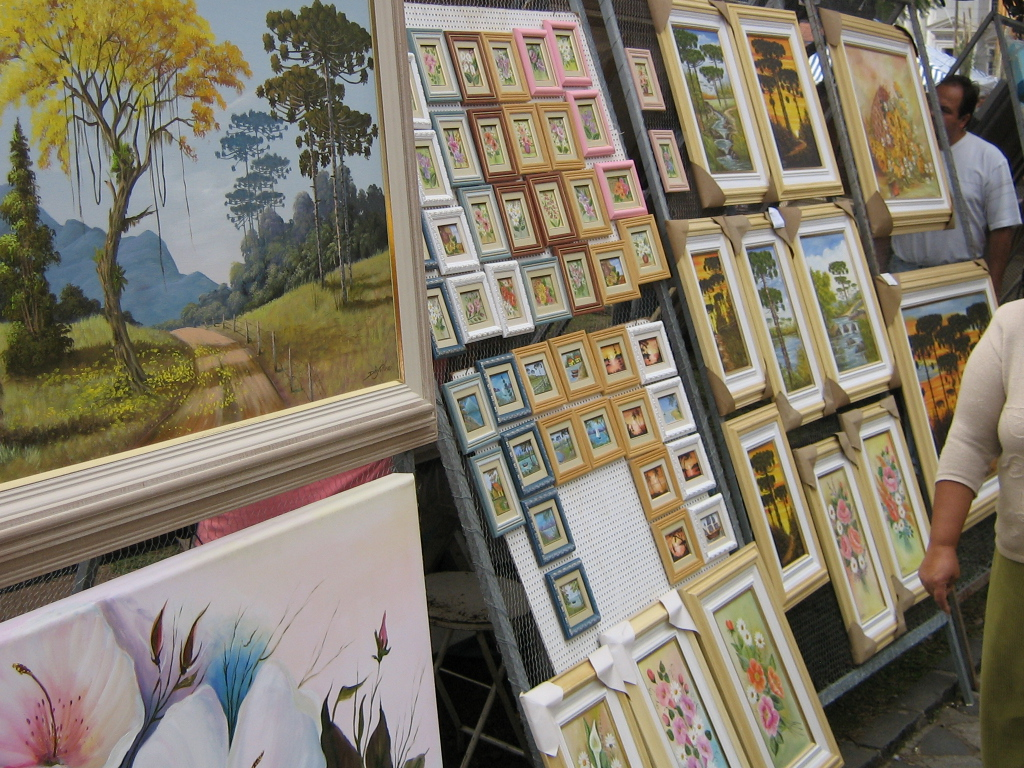
Venda de pinturas a óleo.
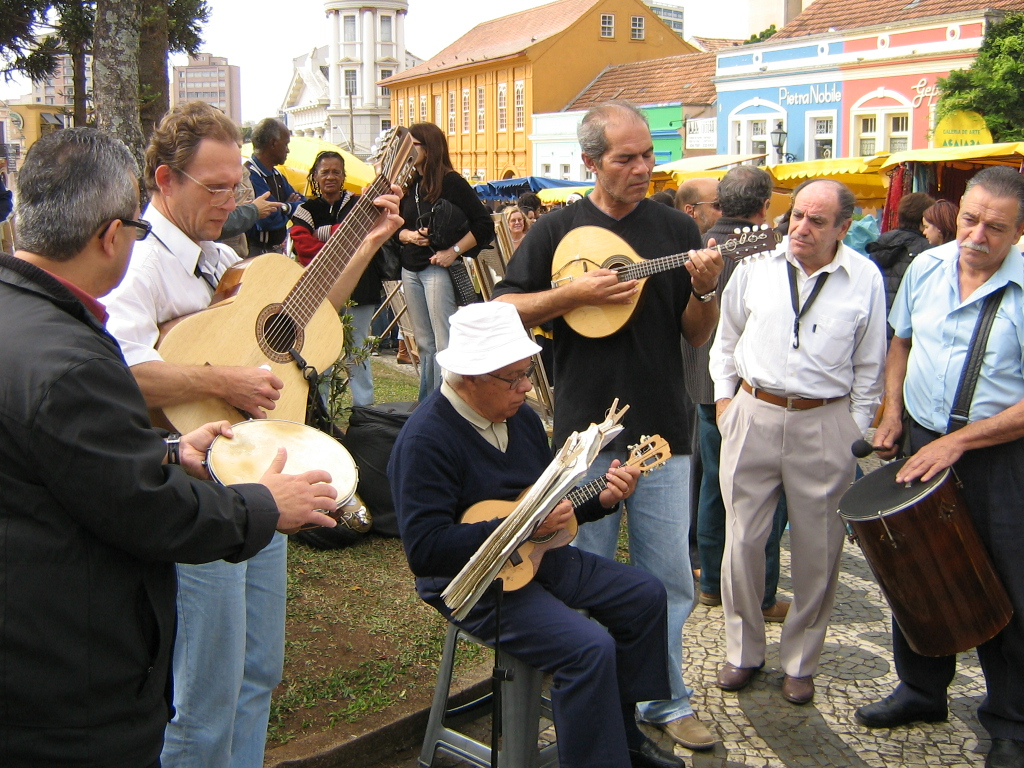
Grupo musical tocando chorinho.
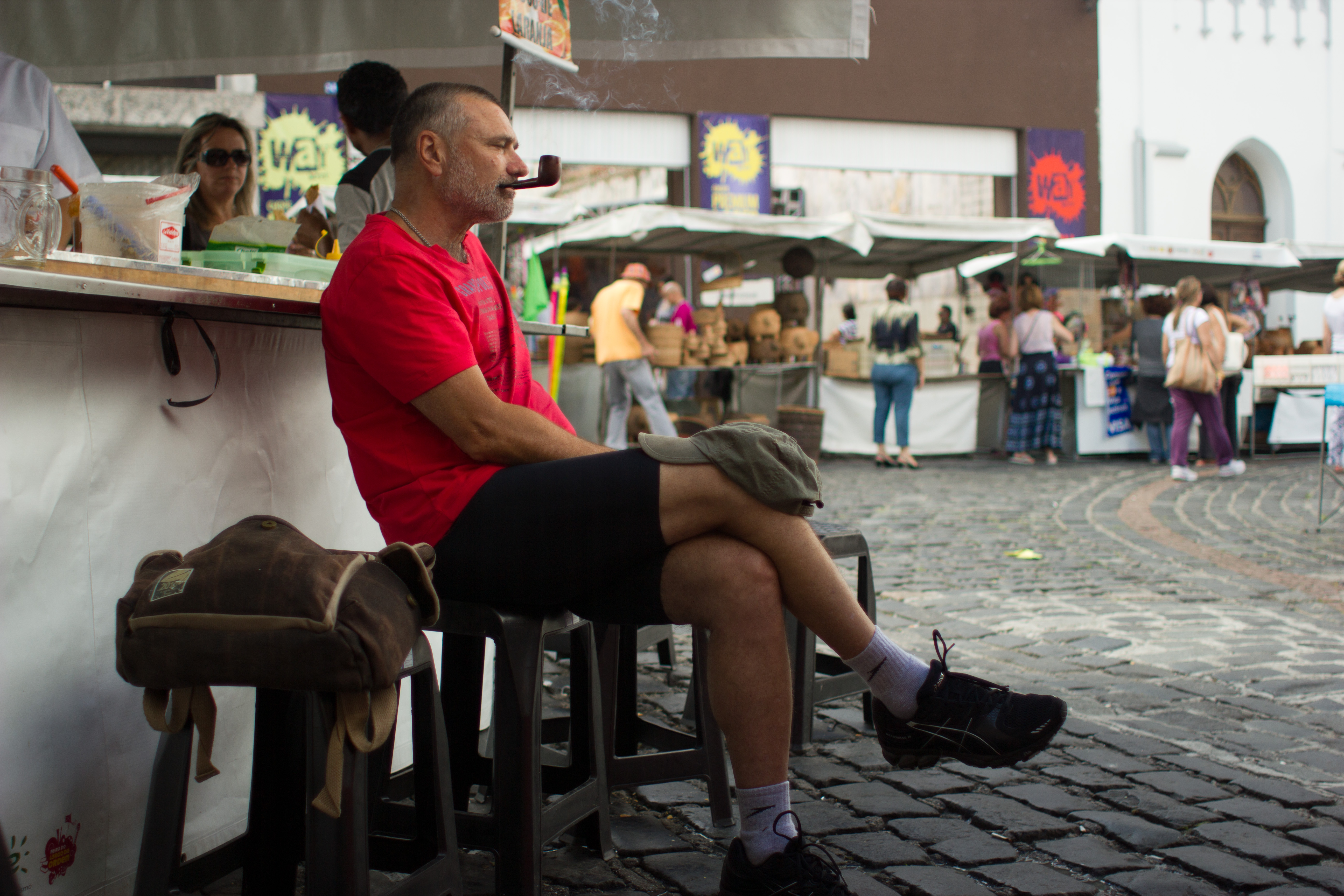
Barracas de comestíveis e artesanatos
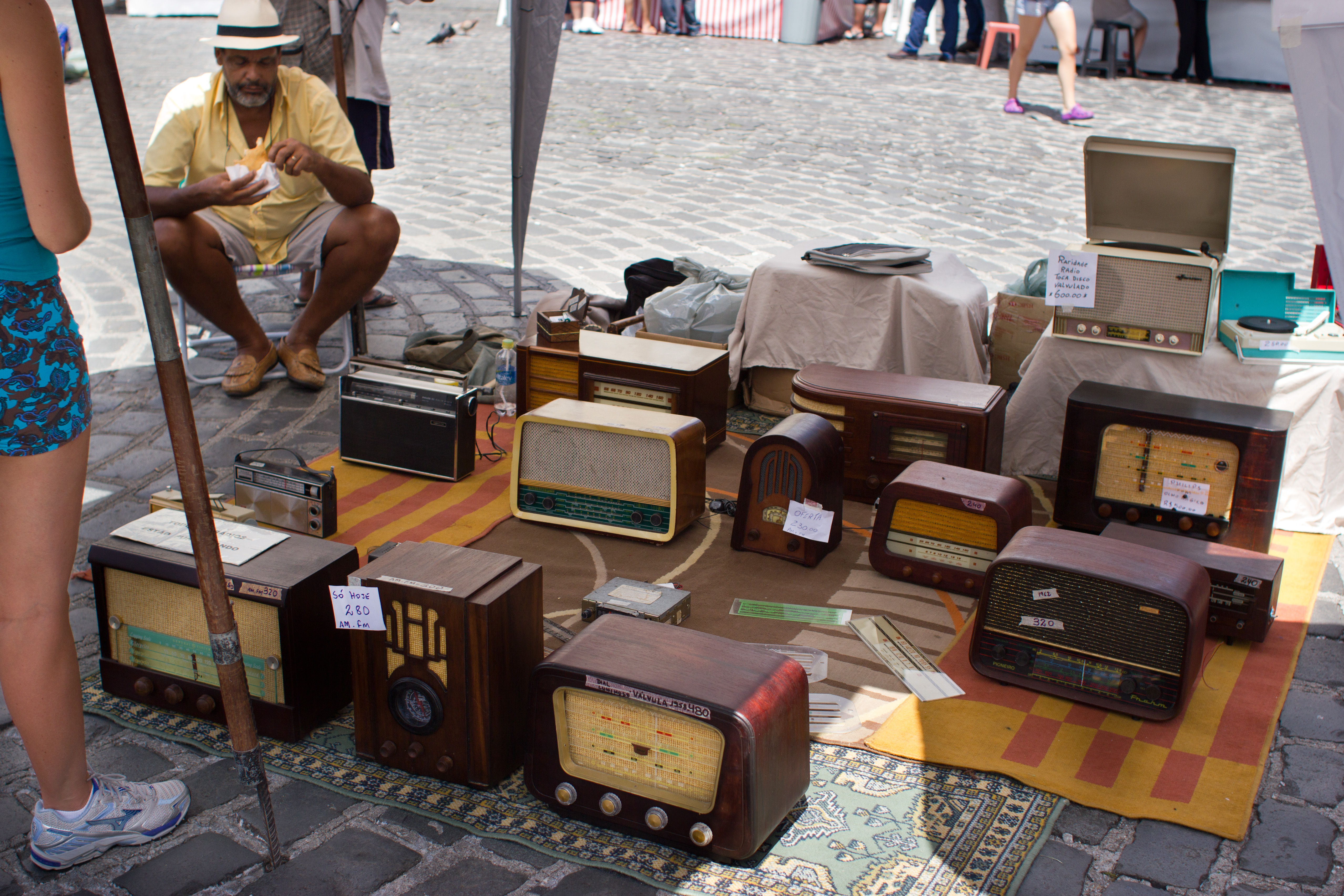
Rádios antigos